# Digital Video Recorder

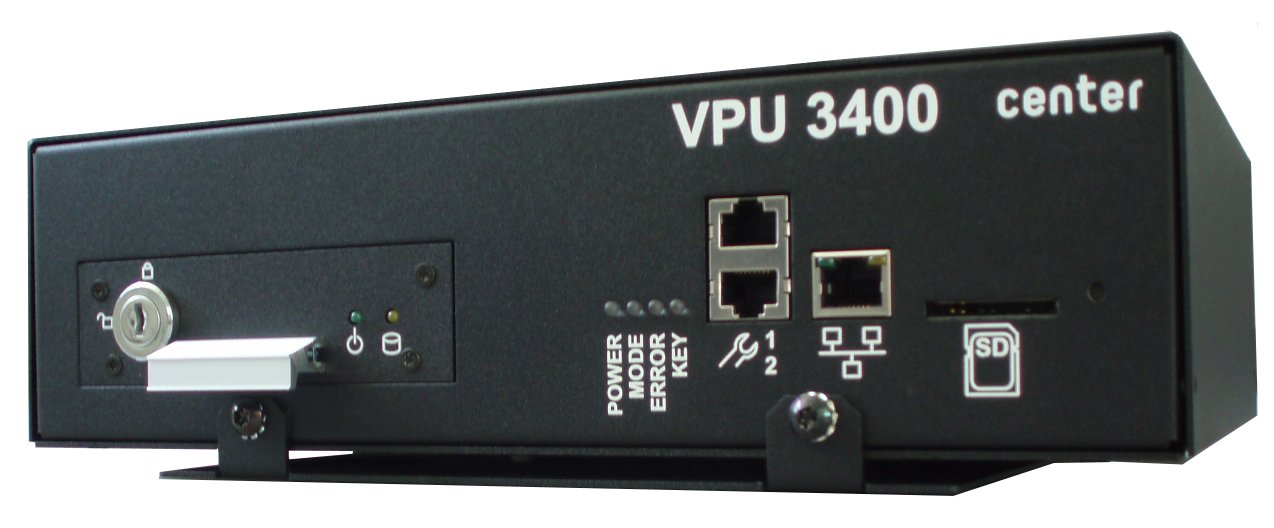
Digitaler Videorekorder

Ein Digital Video Recorder (DVR, engl. für digitaler Videorekorder) ist ein Gerät, das Fernsehsignale digital aufzeichnen und in der Regel auch wiedergeben kann. Geräte dieser Art kamen Ende der 1990er Jahre auf den Markt.
Die Geräte lassen sich grob in zwei Kriterien unterteilen:
- Digitale Daten werden empfangen und unverändert abgespeichert oder
- analoge Signale werden erst digitalisiert, abgespeichert wird auf einem internen festeingebauten Datenträger (Festplattenrekorder) oder auf einem wechselbaren (DVD-Recorder).

Neben dem DVD-Spieler ist der digitale Videorekorder eines jener Geräte, die den analogen Videorekorder vom Markt verdrängten. Heutige Geräte erlauben zudem die Funktion des zeitversetzten Fernsehens (Time-Shift). Über Kabelnetzbetreiber werden zudem HD-DVR-Geräte angeboten, die die Funktion des digitalen Videorecorders und des Digitalreceivers mit einer Set-Top-Box vereinen und zudem Aufnahmen in HD ermöglichen.